# Jill Esmond

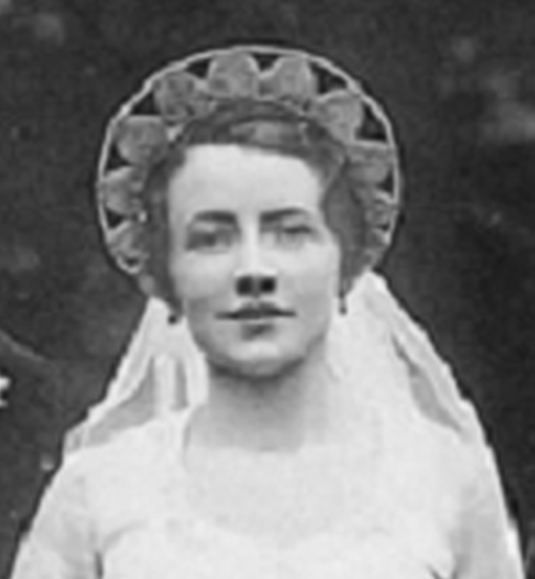
Jill Esmond (1930)

Jill Esmond (* 26. Januar 1908 in London, England als Jill Esmond-Moore; † 28. Juli 1990 in Wimbledon, London, England) war eine britische Schauspielerin.

## Leben & Karriere
Die Tochter des Schauspielers H.V. Esmond und der Schauspielerin Eva Moore gab 1930 ihr Filmdebüt. Ein Jahr später spielte sie bereits die Hauptrolle neben Edmund Gwenn in dem Alfred-Hitchcock-Film Bis aufs Messer. 1933 trat sie neben Conrad Veidt in F.P.1 antwortet nicht auf. In späteren Jahren war Esmond fast nur noch in Nebenrollen zu sehen. 1955 drehte sie ihren letzten Film Ein Mann namens Peter und beendete ihre Filmkarriere.
Jill Esmond war von 1930 bis 1940 mit dem Schauspieler Laurence Olivier verheiratet. Ihr gemeinsamer Sohn ist der Regisseur Tarquin Olivier.

## Filmografie (Auswahl)
- 1930: The Chinese Bungalow
- 1931: Bis aufs Messer (The Skin Game)
- 1931: Once a Lady
- 1933: F.P.1 antwortet nicht
- 1942: The Pied Piper
- 1942: Gefundene Jahre (Random Harvest)
- 1942: Margaret aus London (Journey for Margaret)
- 1944: So ein Papa (Casanova Brown)
- 1944: The White Cliffs of Dover
- 1946: Bedelia (Bedelia)
- 1946: Der Bandit und die Königin (The Bandit of Sherwood Forest)
- 1948: Escape
- 1951: Private Information
- 1954: Das unsichtbare Netz (Night People)
- 1955: Ein Mann namens Peter (A Man Called Peter)